# 北出来島町
北出来島町（きたできじまちょう）は、徳島県徳島市の町名。現行行政地名は北出来島町一丁目及び北出来島町二丁目。2009年12月現在の人口は143人、世帯数は77世帯。郵便番号は〒770-0821。

## 歴史
徳島市の北東部に位置し、内町地区に属する。北端は助任川に面する。東から一丁目から二丁目と並ぶ。北西端の新町川と助任川の合流点には三ツ合橋が架かり、中前川町五丁目と南田宮二丁目と結ばれる。一丁目には四国ガス徳島支所があり、市内に都市ガスを供給している。

### 河川
- 新町川
- 助任川

## 歴史
元は出来島町の本町北の大部分で、昭和16年に現在の町名となった。

## 施設
- 四国ガス徳島支所
- 出来島保育所